# Carlo Bartolini
Carlo Bartolini (São Paulo, 11 de julho de 1965) é um produtor musical, mixer, engenheiro músico e compositor brasileiro.
Trabalhou com diversos artistas brasileiros, como Os Paralamas do Sucesso, Herbert Vianna,  Legião Urbana, Dado Villa-Lobos, Nando Reis, Sepultura, Charlie Brown Jr., Cássia Eller, Ira!, Nasi, Pavilhão 9, Otto, Jorge Benjor, Autoramas, Tianastácia, Human Drama, Ultraje a Rigor, Maria Bethania, Rumbora, entre outros.
No cinema, foi responsável, junto com o músico João Barone, pela composição e execução da trilha sonora do filme Casa de Areia, dirigido por Andrucha Waddington e produzido pela Conspiração Filmes. Bartolini ainda assinou a gravação e mixagem da mesma trilha.

## Carreira
Aos 16 anos foi guitarrista do grupo Incoerentes, junto com Skowa e membros das bandas Sossega Leão e dos Perplexos junto com André Jung.
Tornou-se mais conhecido por ter sido guitarrista solo do grupo paulista Ultraje a Rigor, gravando o segundo compacto, Eu Me Amo / Rebelde Sem Causa e o primeiro e antológico LP do grupo, Nós Vamos Invadir Sua Praia, que rendeu à banda primeiro disco de platina do rock nacional. Carlinhos, como era conhecido no Ultraje, saiu da banda em 1987, após gravar canções do disco Sexo!!, segundo álbum do Ultraje.
A partir daí, morou em Los Angeles, onde aprofundou o estudo de orquestração e composição erudita, fez diversas turnês e gravou vários discos com grupos como en:Human Drama, en:Bleed, entre outros. No fim dos anos 90, retornou ao Brasil, dedicando-se à produção musical e engenharia de áudio, criando também a filial paulista dos Estúdios Mega, sediados no Rio de Janeiro.

### Discografia
- Ultraje a Rigor - Eu me amo/Rebelde sem causa - WEA, (Single, 1984) - Gtr
- Ultraje a Rigor - Nós Vamos Invadir Sua Praia - WEA, (1985) - Gtr
- Ultraje a Rigor - Liberdade para Marylou - WEA, (Single, 1986) - Gtr
- Ultraje a Rigor - Sexo!! - WEA, (1987) - Gtr
- Lobão - Sob o Sol de Parador - RCA, (1989) - Gtr 2 faixas
- Paulo Ricardo - Paulo Ricardo - Columbia Records, (1989) - Violão 1 faixa
- en:Human Drama - en:This Tangled Web / Times Square - en: Trilpe X Records, (Single, 1990) - Gtr, Arranjo de Cordas, Perc
- en:Human Drama - en:Fascination and Fear / Fading Away - en: Trilpe X Records, (Single, 1991) - Gtr, Arranjo de Cordas, Synth
- en:Human Drama - en:The World Inside (album) - en: Trilpe X Records, (1992) - Gtr, Arranjo de Cordas, Synth
- Ultraje a Rigor - O Mundo Encantado do Ultraje a Rigor - WEA, (1992) - Gtr
- en:Human Drama - en:Pinups - en: Trilpe X Records, (1993) - Gtr, Arranjo de Cordas, Synth
- en:Human Drama - en:Human Drama - en: Projekt Records, (1994) - Gtr, Arranjo de Cordas, Synth
- en:Human Drama - en:Songs of Betrayal - en: Projekt Records, (1995) - Gtr, Arranjo de Cordas, Synth
- Bleed - Mask - en: Fiction Records, (1996) - Gtr, Progrm, Synth, Co-Prod
- Jorge Benjor - Músicas Para Tocar Em Elevador - Sony Music, (1997) - Prod, Eng, Mix, Progrm (só uma música)
- Planet Hemp - Queimando Tudo Remix - Sony Music, (1997) - Prod, Mix, Eng, Progrm
- Concreteness - Se - Tinitus, (EP, 1997) - Prod, Mix, Eng, Progrm
- Ira! - Você Não Sabe Quem Eu Sou - Paradoxx Music, (1998) - Prod, Eng, Progrm
- Ultraje a Rigor - 18 Anos sem Tirar! - Abril Music, (1998) - Eng
- Little Quail And The Mad Birds - EP - Sonya Music, (1998) - Prod, Mix, Eng
- Sepultura - Against - Roadrunner Records, (1998) - Eng
- Sepultura - Choke - Roadrunner Records, (1998) - Eng
- en:Zebrahead - en:Waste of Mind - Columbia Records, (1998) - Edição Digital
- Sepultura - Tribus - Roadrunner Records, (1999) - Eng
- Sepultura - Against (canção) - Roadrunner Records, (1999) - Eng
- Pavilhão 9 - Se Deus Vier, Que Venha Armado - Paradoxx Music, (1999) - Prod, Eng, Progrm
- en:Human Drama - en:Songs of Betrayal Part One - en: Projekt Records, (1999) - Gtr, Arranjo de Cordas, Synth
- en:Human Drama - en:Songs of Betrayal Part Two - en: Projekt Records, (1999) - Gtr, Arranjo de Cordas, Synth
- Rumbora - 71 - Trama (gravadora), (1999) - Prod, Eng
- Sheik Tosado - Som de Caráter Urbano e de Salão - Trama (gravadora), (1999) - Prod, Eng, Progrm[7]
- Tolerância Zero - Ninguém Presta - Indie Records, (1999) - Prod, Mix, Eng, Progrm
- Autoramas - Stress, Depressão & Síndrome do Pânico - Universal Music, (2000) - Prod, Eng, Progrm[8]
- Cabeçudos - Siga ou Saia Da Frente - Indie Records, (2000) - Prod, Mix, Eng
- en:Human Drama - en:The Best of Human Drama...In a Perfect World - en: Trilpe X Records, (2000) - Gtr, Arranjo de Cordas, Synth
- Rumbora - Exército Positivo e Operante - Trama (gravadora), (2000) - Prod, Mix, Eng
- Herbert Vianna - O Som do Sim - EMI, (2000) - Prod, Mix, Eng, Progrm, Synth[9]
- Otto - Changez Tout, Samba Pra Burro Dissecado, Bob Remix - Trama (gravadora), (2000) - Prod, Mix, Eng
- Os Paralamas do Sucesso - Arquivo II  - Aonde Quer Que Eu Vá - EMI, (2000) - Prod, Mix, Eng
- Tianastácia - Criança Louca - EMI, (2000) - Prod, Mix, Eng
- Legião Urbana - Como É que Se Diz Eu Te Amo - EMI, (2001) - Mix
- Tribo de Jah - A Bob Marley - Indie Records, (2001) - Mix
- Cajamanga - 47 do Segundo Tempo - Warner Music, (2001) - Prod, Mix, Eng
- Charlie Brown Jr. - 100% Charlie Brown Jr. - EMI, (2001) - Prod, Mix, Eng
- Os Paralamas do Sucesso - Longo Caminho - EMI, (2002) - Prod, Mix, Eng, Synth
- Cássia Eller - Dez de Dezembro - Universal Music, (2002) - Mix, Chamberlin
- Nando Reis - A letra A - Universal Music, (2003) - Mix, Eng
- en:Alex Veley - Maconha Baiana - Maow Maow Records, (2003) - Eng
- Otto - Sem Gravidade - Trama (gravadora), (2003) - Mix
- Los Hermanos - O Vencedor - BMG, (Single, 2003) - Mix
- Los Hermanos - O Último Romance - BMG, (Single, 2003) - Mix
- Paralelo 8 - Você Esteve Sempre Aqui (2003) - Prod, Mix, Eng, Progrm
- Tianastácia - Na Boca do Sapo Tem Dente - EMI, (2004) - Prod, Mix, Eng
- Vícios da Era - Antídoto - Monstro Discos, (2004) - Prod, Eng, Mix
- Os Paralamas do Sucesso - Uns Dias ao Vivo - EMI, (2004) - Prod, Mix, Eng
- Nando Reis - MTV Ao Vivo - Nando Reis e Os Infernais - Universal Music, (2004) - Prod, Mix, Eng
- Nando Reis - Assim Assado, Tributo aos Secos e Molhados, faixa Sangue Latino  - Deck Discos, (2004) - Prod, Mix, Eng
- Jota Quest - álbum do filme Homem Aranha 2 - Sony Music, (2004) - Prod, Miix, Eng
- Pavilhão 9 - Público Alvo - Quizumba, (2005) - Prod, Miix, Eng, Gtr, Synth, Progrm
- Os Paralamas do Sucesso - Hoje (álbum) - EMI, (2005) - Prod, Mix, Eng, Rhodes, Synth
- Gilberto Gil, Jorge Benjor, Gal Costa, Lenine, Seu Jorge, Jorge Mautner, Henri Salvador, Daniela Mercury - Show Viva Brasil em Paris - Natasha Records, (2005) - Prod, Mix, Eng
- Dado Villa-Lobos - MTV Apresenta - EMI, (2006) - Prod, Mix, Gtr
- Nasi - Onde Os Anjos Não Ousam Pisar - Sony BMG, (2006) - Mix
- Emo. - Incondiconal - Universal Music, (2006) - Prod, Mix, Eng
- Calibre Zero - Calibre Zero (2006) - Mix
- Perfil - Os Paralamas do Sucesso - EMI, (2006) - Prod, Mix, Eng, Rhodes
- SP Funk - Tá Pra Noiz (2007) - Mix 3 faixas
- Dibob - A Ópera do Cafajeste - Som Livre, (2007) - Prod, Mix, Eng
- André Jung - Urban Totem (2007) - Mix
- Thomas Jay - Nothing Comes To Those Who Wait (2008) - Mix
- Stevens - De Zero a Cem - Universal Music, (2008) - Mix

### Videografia
- Os Paralamas do Sucesso - Longo Caminho - EMI, (2002) - Prod, Mix, Eng, Synth
- Os Paralamas do Sucesso - Arquivo de Imagens - EMI, (2003) - Mix
- Os Paralamas do Sucesso - Uns Dias ao Vivo - EMI, (2004) - Prod, Mix, Eng
- Nando Reis - MTV Ao Vivo - Nando Reis e Os Infernais - Universal Music, (2004) - Prod, Mix, Eng
- Gilberto Gil, Jorge Benjor, Gal Costa, Lenine, Seu Jorge, Jorge Mautner, Henri Salvador, Daniela Mercury - Show Viva Brasil em Paris - Natasha Records, (2005) - Prod, Mix, Eng
- Dado Villa-Lobos - MTV Apresenta - EMI, (2006) - Prod, Mix, Gtr
- Maria Bethania - Pedrinha de Aruanda - Conspiração Filmes, (2007) - Mix

### Filmografia
- Walter Salles - O Primeiro Dia - Videofilmes, (1998) - Mix de parte da trilha
- Geraldo Moraes - No Coração dos Deuses - Aquarela Filmes - Eng
- Andrucha Waddington - Casa de Areia - Conspiração Filmes, (2005) - Trilha Sonora, Composição, Synth, Progrm, Eng, Mix
- Andrucha Waddington - Maria Bethania - Pedrinha de Aruanda - Conspiração Filmes, (2007) - Mix

### Prêmios

#### Grammy Latino
- Ganhador - Melhor álbum de rock brasileiro - Os Paralamas do Sucesso - Longo Caminho - EMI, (2003)
- Ganhador - Melhor álbum de rock brasileiro - Os Paralamas do Sucesso - Hoje (álbum) - EMI, (2006)
- Nomeado - Melhor álbum de rock brasileiro - Cássia Eller - Dez de Dezembro - Universal Music, (2003)
- Nomeado - Melhor álbum de rock brasileiro - Os Paralamas do Sucesso - Uns Dias ao Vivo - EMI, (2004)

#### Prêmio daAssociação Paulista dos Críticos de Arte
- Ganhador - Melhor Produtor - Ira! - Você Não Sabe Quem Eu Sou - Paradoxx Music, (1998)

#### Disco de Platina
- Ultraje a Rigor - Nós Vamos Invadir Sua Praia - WEA, (1984) - Gtr
- Ultraje a Rigor - Sexo!! - WEA, (1987) - Gtr
- Legião Urbana - Como É que Se Diz Eu Te Amo - EMI, (2001) - Mix
- Os Paralamas do Sucesso - Longo Caminho - EMI, (2002) - , Prod, Mix, Eng, Synth
- Os Paralamas do Sucesso - Uns Dias ao Vivo - EMI, (2004) - Prod, Mix, Eng
- Nando Reis - MTV Ao Vivo - Nando Reis e Os Infernais - Universal Music, (2004) - Prod, Mix, Eng

#### Disco de Ouro
- Ultraje a Rigor - Nós Vamos Invadir Sua Praia (1984) - Gtr
- Ultraje a Rigor - Sexo!! (1987) - Gtr
- Ultraje a Rigor - 18 Anos sem Tirar! (1998) - Eng
- Tianastácia - Criança Louca - EMI, (2000) - Prod, Mix, Eng
- Legião Urbana - Como É que Se Diz Eu Te Amo - EMI, (2001) - Mix
- Charlie Brown Jr. - 100% Charlie Brown Jr. - EMI, (2001) - Prod, Mix, Eng
- Tribo de Jah - A Bob Marley - Indie Records, (2001) - Mix
- Os Paralamas do Sucesso - Longo Caminho - EMI, (2002) - Prod, Mix, Eng, Synth
- Os Paralamas do Sucesso - Uns Dias ao Vivo - EMI, (2004) - Prod, Mix, Eng
- Nando Reis - MTV Ao Vivo - Nando Reis e Os Infernais - Universal Music, (2004) - Prod, Mix, Eng
- Tianastácia - Na Boca do Sapo Tem Dente - EMI, (2004) - Prod, Mix, Eng
- Os Paralamas do Sucesso - Hoje (álbum) - EMI, (2005) - Prod, Mix, Eng, Rhodes

#### DVD de Platina
- Nando Reis - MTV Ao Vivo - Nando Reis e Os Infernais - Universal Music, (2004) - Prod, Mix, Eng

#### DVD de Ouro
- Os Paralamas do Sucesso - Uns Dias ao Vivo - EMI, (2004) - Prod, Mix, Eng
- Nando Reis - MTV Ao Vivo - Nando Reis e Os Infernais - Universal Music, (2004) - Prod, Mix, Eng

## Carlo e a Navegação
Carlo Bartolini atualmente se envolveu bastante com a navegação. Ele possui uma embarcação apelidada de "San Marino" na qual pretende dar a volta ao mundo. Com ela já conheceu muitas partes do mundo incluindo as ilhas do Caribe e diversos lugares no Mar Mediterrâneo